# 第324歩兵師団 (ベトナム陸軍)
第324歩兵師団（Sư đoàn 324 bộ binh）は、ベトナム人民軍（陸軍）の師団の1つ。

## 歴史
- 1955年6月 - 第5連区の地方部隊から第324師団を編成。インドシナ戦争時、主としてタイ・グエンで活動
- 1955年～1960年 - ベトナム人民軍建設5カ年計画期間、第201歩兵連隊に縮小
- 1966年 - ベトナム戦争のため、第324師団として再度拡充。一部部隊はタイ・グエン地区で作戦を行い、主力はラオス南部に進入した。
- 1968年 - ケサン戦役に参加し、人民軍総部より「ケサン師団」と命名された。
- 1970年2月 - ラオス・ジャール平原＝シエンクワーン戦役に参加。その後、国道9号線＝南ラオス戦役とクアンチ戦役に参加
- 1974年5月 - 新編の第2軍に編入され、治天戦域の主力部隊となった。
- 1975年 - フエ＝ダナン戦役とホーチミン戦役に参加

## 編制
- 第201歩兵連隊　（Trung đoàn 201 bộ binh）
- ？歩兵連隊
- ？歩兵連隊
- ？砲兵連隊